# Slough (borough)
Slough – dystrykt (unitary authority) w hrabstwie ceremonialnym Berkshire w Anglii. W 2011 roku dystrykt liczył 140 205 mieszkańców.

## Miasta
- Slough

## Civil parishes
- Britwell, Colnbrook with Poyle i Wexham Court[3].